# Minor Swing
Minor Swing is een van de bekendste composities van Django Reinhardt en Stéphane Grappelli. De eerste opname door het Quintette du Hot Club de France dateert van 1937. Het gipsyjazz-nummer, waarvan veel covers bestaan, werd een bijzonder populaire jazzstandard.

## Structuur
Op het eerste gezicht lijkt het om een eenvoudige vorm te gaan, met een voor jazz vertrouwde akkoordenreeks I, IV en V7 in a mineur (Am, Dm en E7), waarbij de melodie gebaseerd is op een klimmend arpeggio voor elk akkoord. Maar zo rechttoe rechtaan blijkt het bij nadere beschouwing niet. Het thema is 8 maten lang en wordt dan herhaald. Na dit gedeelte, in harmonie gespeeld door gitaar en viool, volgt een nieuwe riff van 8 maten waarbij gitaar en viool nu in unisono spelen. Geen van deze twee akkoordenreeksen wordt echter gebruikt voor de solo’s, want gitaar en viool nemen elk herhalende refreinen voor hun rekening met een verschillende akkoordenopvolging, in totaal 16 maten lang.
De ritmegitaar speel gedurende de solo’s een voor gipsyjazzgitaar ongewone partij, waarbij de kenmerkende ‘pompe manouche’ verlaten wordt voor een complexere mix van korte aanslagen op de eerste en derde beat, afgewisseld met accenten op beat 2 en 4 tijdens de neerwaartse slagen met het plectrum. Het resulterende ritme klinkt ongeveer zoals ‘chack changa-chack’.
Het solospel van Django is technisch bijzonder uitdagend vanwege de razendsnel klimmende en dalende arpeggio’s (maat 36 bijvoorbeeld) en de frequente bends en glissando’s.

## Bezetting
Minor Swing werd door de band tijdens een sessie samen met drie andere nummers opgenomen. Op die eerste opname van 25 november 1937 speelden in het Quintette du Hot Club de France volgende muzikanten mee:
- Django Reinhardt – gitaar
- Stéphane Grappelli – viool
- Joseph Reinhardt – gitaar
- Eugene Vees – gitaar
- Louis Vola – double bass

## Bekende covers
- The David Grisman Quintet
- Biréli Lagrène
- Eric McFadden & Stanton Hirsch
- Belleruche
- Mattias Eklundh op zijn album ‘Freak Guitar:The Road Less Travelled’.
- Johnny Depp speelt Minor Swing in de film Chocolat (2000)